# Rääpys-Rytky
Rääpys-Rytky är en sjö i kommunen Kuopio i landskapet Norra Savolax i Finland. Sjön ligger 143 meter över havet. Den är 23 meter djup. Arean är 81 hektar och strandlinjen är 8,16 kilometer lång. Sjön  ingår i Vuoksens huvudavrinningsområde.   Den ligger omkring 16 kilometer väster om Kuopio och omkring 320 kilometer norr om Helsingfors. 